# Varshets
Varshets (en búlgaro: Вършец) es una ciudad de Bulgaria en la provincia de Montana.

## Geografía
Se encuentra a una altitud de 394 m s. n. m. a 88 km de la capital nacional, Sofía.

## Demografía
Según estimación 2012 contaba con una población de 5 759 habitantes.
|         | 2004  | 2005  | 2006  | 2007  | 2008  | 2009  | 2010  | 2011  |
| Mujeres | 3 550 | 3 495 | 3 472 | 3 406 | 3 363 | 3 362 | 3 296 | 3 144 |
| Varones | 3 337 | 3 268 | 3 228 | 3 217 | 3 200 | 3 176 | 3 132 | 3 035 |
| Total   | 6 887 | 6 763 | 6 700 | 6 623 | 6 563 | 6 538 | 6 428 | 6 179 |